# Escolecita
La escolecita, también llamada ellagita, es un mineral de la clase de los tectosilicatos y del grupo de las zeolitas. El nombre viene del griego skolec (gusano) en referencia a la forma que adopta la llama al quemarlo con soplete. Otro sinónimo que se le dio es "episcolecita".
Fue descubierto en 1813 en Kaiserstuhl, en Baden, y descrito por los mineralogistas alemanes A.F. Gehlen y J.N. von Fuchs.

## Características químicas
Químicamente es aluminisilicato de calcio hidratado, que suele llevar impurezas de sodio y de potasio que le dan sus distintas coloraciones y variedades. Dentro de las zeolitas últimas es de las llamadas zeolitas fibrosas, o subgrupo de la natrolita.

## Formación y yacimientos
Suele encontrarse rellenando cavidades en la lava, sobre todo en las de basaltos, apareciendo por alteración de dicha roca a baja temperatura. Es por tanto muy común y existen yacimientos en casi todo el mundo. También puede aparecer en fisuras de las rocas metamórficas.